# میگل باردم
میگل باردم (اسپانیایی: Miguel Bardem‎؛ زادهٔ ۱۹۶۴) فیلم‌نامه‌نویس، کارگردان فیلم و تهیه‌کننده فیلم اهل اسپانیا است. وی از سال ۱۹۹۵ میلادی تاکنون مشغول فعالیت بوده‌است.
از فیلم‌ها یا مجموعه‌های تلویزیونی که وی در آن‌ها نقش داشته‌است، می‌توان به زشت‌ترین زن جهان، شب پادشاهان و «مورت و فیل - مأموریت: نجات جهان» اشاره نمود.